# Bleu d'Auvergne
El bleu d’Auvergne es un queso azul francés fabricado en la región de Auvernia, con denominación AOC desde 1975. Su producción está limitada a dos departamentos, Puy-de-Dôme y Cantal, y algunas comarcas limítrofes (en Aveyron, Corrèze, Alto Loira, Lot y Lozère).

## Descripción
Es un queso hecho a base de leche de vaca, de pasta prensada cruda (el término pasta prensada define el queso cuya cuajada se exprime al máximo a fin de eliminar el lactoserum y proceder a su afinado), de un peso de 2 a 3 kg. Actualmente sólo una pequeña parte se fabrica con leche cruda.
La masa es cremosa, amantequillada, y con un sabor menos salado y fuerte que el queso de Roquefort. Presenta muchas vetas de moho azul verdoso, y su corteza es blanda con una fina capa de moho natural. El queso tiene forma de cilindro de unos 20 cm de diámetro por 8 a 10 cm de alto.

## Origen
El Bleu d'Auvergne fue inventado a mediados del siglo XIX, por un granjero que vivía a unos 40 km de Clermont-Ferrand. En la región ya se fabricaba un queso azul tipo Roquefort, pero no se conseguía que el moho se diseminara por todo el queso. Probó añadir al queso fresco un poco del moho azul del pan de centeno, y perforó el queso con una aguja para que entrara el aire en varios sitios y lograr así un veteado uniforme. Al haber aire en la pasta fresca del queso, el moho se extendió en pequeñas motas por su interior. La fama del queso pronto ganó toda la región y los auverneses se familiarizaron con la técnica. Para que el queso madurara lentamente, aprovecharon las numerosas cuevas naturales de la zona, frías y húmedas.

## Fabricación
Actualmente su afinado, que dura un mínimo de cuatro semanas, se sigue realizando en cuevas frescas y húmedas. La fermentación se produce con Penicillium roqueforti. Para que el moho azul se desarrolle en todo el queso, el Bleu d'Auvergne necesita que el oxígeno penetre profundamente; por ello, se le pincha con agujas antes del afinado. En la actualidad, el queso es perforado por agujas mecánicas que permiten una repartición homógenea de las vetas azules.
Se suelen producir alrededor de 5.500 toneladas de Bleu d'Auvergne al año. Su producción fue de unas 6.434 toneladas en 2003.

## Degustación
Queso de sabor fuerte y aromático, el bleu d’Auvergne debe su aroma a la calidad de la leche producida en la región por vacas alimentadas con hierba rica en flores (bromus, Genciana amarilla, trébol de los Alpes, milenrama...) que crecen en las tierras volcánicas. Su período de degustación óptima se da en los meses de junio a agosto, pero es igualmente sabroso de abril a septiembre. 
Se recomienda tradicionalmente acompañarlo con un vino blanco afrutado como el Monbazillac, el Pineau des Charentes o el Cabernet d'Anjou.

## Denominación de origen
A nivel nacional, en Francia, el Bleu d'Auvergne es reconocido como appellation d'origine contrôlée (AOC) desde 1975 (modificada por el decreto de 29 de diciembre de 1986), por lo que a nivel internacional está incluido en el registro de denominaciones de origen, conforme al Sistema de Lisboa, ante la Organización Mundial de la Propiedad Intelectual, desde el 2 de junio de 1975.
Desde 1996, es una denominación de origen protegida (DOP) ante la Unión Europea.